# اچ‌دی ۲۱۶۷۷۰
اچ‌دی ۲۱۶۷۷۰ یک ستاره است که در صورت فلکی ماهی جنوب قرار دارد.